# Papirus 59
Papirus 59 (według numeracji Gregory-Aland), oznaczany symbolem {\displaystyle {\mathfrak {P}}^{59}} – grecki rękopis Nowego Testamentu, spisany w formie kodeksu na papirusie. Paleograficznie datowany jest na VII wiek. Zawiera fragmenty Ewangelii Jana.

## Opis
Zachowały się jedynie fragmenty Ewangelii Jana (1,26.28.48.51; 2,15-16; 11,40-52; 12,25.29.31.35; 17,24-26; 18,1-2.16-17.22; 21,7.12-13.15.17-20.23).

## Tekst
Tekst grecki rękopisu reprezentuje aleksandryjską tradycję tekstualną, z bizantyjskimi naleciałościami. Kurt Aland zaklasyfikował go do kategorii III.

## Historia
Tekst rękopisu opublikowali L. Casson, orazd E. L. Hettich w 1946 roku. Aland umieścił go na liście rękopisów Nowego Testamentu, w grupie papirusów, dając mu numer 59.
Rękopis datowany jest przez INTF na VII wiek.
Obecnie przechowywany jest w Morgan Library & Museum (P. Colt 3) w Nowym Jorku.